# Liv Nysted
Liv Nysted, född den 27 augusti 1949 i Alvdal, död den 21 mars 2010 i Oslo, var en norsk författare och litteraturkritiker. 
Hon debuterade 1985 med kortprosasamlingen Alltid disse bildene på nippet til å bli synlige, som följdes av romanen Samle på i morgen, vente til i går (1988). Nysted fick sitt litterära genombrott med den friska och frejdiga Som om noe noengang tar slutt (1990), en "annorlunda" kärleksroman om modern erotik som vann Nynorsk litteraturpris. 
Senare gav hon bland annat ut romanerna Balladen om Ewi Halvorsen (1991), Ensomheten har syv huder (1992) och Du var så vakker over meg (1995). Den sistnämnda väckte uppseende för sin närgående och öppenhjärtiga skildring av ett sado-masochistiskt förhållande. Metastase (2003) handlar bland annat om den svåra positionen man har som älskarinna.
Nysted redigerade dessutom flera essäsamlingar och ledde Trøndelag forfattersentrum 1988-1994.

## Priser och utmärkelser
- Nynorsk litteraturpris 1990
- Sigmund Skard-stipendet 1997